# Chodda costiplaga
Chodda costiplaga là một loài bướm đêm trong họ Erebidae.